# اوی-میتلبرگ
اوی-میتلبرگ (به آلمانی: Oy-Mittelberg) یک شهر در آلمان است که در ابرالاگوی واقع شده‌است. اوی-میتلبرگ ۱٬۱۲۵ نفر جمعیت دارد.